# Lulemino
Lulemino (deutsch Lüllemin) ist ein Dorf im Powiat Słupski der polnischen Woiwodschaft Pommern.

## Geographische Lage
Lulemino liegt in Hinterpommern, etwa elf Kilometer südlich von  Kobylnica  (Kublitz), drei Kilometer südlich  von Słupsk (Stolp) und 106 Kilometer westlich der regionalen Metropole Danzig (Gdańsk).

## Geschichte
Das heutige Lulemino war ein adliges Gut. Der historische Dorfform nach ist es ein  Zeilendorf. Es soll sich einmal im Besitz eines kaschubischen Gutsherrn (Pan) befunden haben. Später wurde das Dorf eine Eigentumsortschaft  der Stadt Stolp. Dieses Besitzverhältnis wurde 1494 von Herzog Bogislaw X.  in einem zu Wolgast ausgefertigten Rechtsspruch bestätigt. Da die kaschubische Bezeichnung für Herr Pan lautet, wurde ein Teil des früheren Guts noch später Pankenhof genannt. Um 1784 gab es in Lüllemin ein Vorwerk, eine Wassermühle, sieben Bauern, zwei Kossäten, einen Büdner, einen Schulmeister  und am kleinen Torfmoor abseits des Dorfkerns einen Katen bei insgesamt 21 Haushaltungen. Im Mühlenteich wurde Fischzucht betrieben. 1925 standen in Lüllemin 51 Wohngebäude. 1939 lebten in Lüllemin 313 Personen in 69 Haushaltungen. 
Vor Ende des Zweiten Weltkriegs  gehörte Lüllemin zum  Landkreis Stolp im Regierungsbezirk Köslin der Provinz Pommern. Die Gemeindefläche war 925 Hektar groß und beherbergte insgesamt zwei Wohnorte
- Lüllemin
- Parzellen

Lüllemin war Sitz des Amtsbezirks Lüllemim. Im Jahr 1939 gab es in der Gemeinde  Lüllemin 26 landwirtschaftliche Betriebe.
Gegen Ende des Zweiten Weltkriegs wurde die Region am 7. Mai 1945 von der Roten Armee besetzt. Bald darauf wurde das Dorf zusammen mit ganz Hinterpommern unter  polnische Verwaltung gestellt.  Im Sommer 1945 begann die Zuwanderung von Polen, die Häuser und Höfe übernahmen. Damit einher gingen die ersten Vertreibungen der  einheimischen Dorfbewohner. Lüllemin wurde von den Polen in Lulemino umbenannt.
Später wurden in der Bundesrepublik Deutschland 160 und in der DDR 56 aus Lüllemin vertriebene Dorfbewohner ermittelt.
Im Jahr 2008 hatte Lulemino 106 Einwohner.